# Phyllis Schlafly
Phyllis Stewart Schlafly (Saint Louis, 15 agosto 1924 – Saint Louis, 5 settembre 2016) è stata una scrittrice e politica statunitense, celebre per la sua strenua opposizione al femminismo.

## Biografia
Pur provenendo da una famiglia presbiteriana di origine scozzese venne battezzata Phyllis McAlpin Stewart nel rito cattolico a St. Louis. Il padre, John Bruce Stewart, era un macchinista e poi un venditore di attrezzature industriali, che dal 1932 perse il lavoro e rimase disoccupato per un lunghissimo tempo e nel 1944 registrò un brevetto per un motore rotativo. La madre, Odile Dodge, proveniente da una famiglia di avvocati, lavorò come insegnante prima del matrimonio, e tornò ad impiegarsi proprio durante l'inattività del marito come bibliotecaria ed insegnante. Durante gli anni della grande depressione - in un periodo molto difficile, col marito fuori dal mercato del lavoro - la signora Stewart fu in grado di mantenere la famiglia e di pagare alla figlia la retta di una scuola privata cattolica per ragazze, continuando ad esercitare al contempo anche il ruolo di madre e di moglie. La Schlafly iniziò presto il college e per mantenersi fece per un certo periodo la modella.
Dopo essersi laureata in scienze politiche presso la Università Washington a Saint Louis (Bachelor's degree) e l'Università di Harvard a Cambridge in Massachusetts (Master's degree) cominciò ad impegnarsi politicamente con i Repubblicani, da cui nel 1952 fu candidata alle elezioni per la Camera dei Rappresentanti in un collegio fortemente democratico, senza successo. Continuò il suo impegno politico e nel 1964 venne alla ribalta nazionale con la pubblicazione del saggio A Choice, Not An Echo che, seppure auto-finanziato, ebbe ugualmente un enorme riscontro vendendo alcuni milioni di copie e trovando larga risonanza sui mass media. Il libro descriveva quello che, secondo l'autrice, era il grosso potere che l'Establishment della East Coast esercitava all'interno del Partito Repubblicano, snaturando la base ideale del GOP; le critiche dell'autrice si spinsero fino ad accusare di corruzione i maggiorenti dell'ala più moderata del partito, a partire da Nelson Rockefeller. In quell'anno la Schlafly appoggiò la candidatura del senatore ultra-conservatore Barry Goldwater nella corsa alla presidenza, persa contro il presidente uscente Lyndon B. Johnson.
Fin dal 1970 Schlafly fu anche una delle più fiere oppositrici dell'Equal Rights Amendment (ERA) che, se approvato, avrebbe dovuto rafforzare l'uguaglianza dei diritti senza distinzioni di sesso, fornendo al Congresso poteri speciali rispetto a quelli dei singoli stati. La Schlafly fu una delle principali organizzatrici e la maggiore guida del movimento conosciuto come "Stop the ERA", nato nel 1972 per impedire che almeno 38 stati ratificassero l'emendamento. Dopo una lunga battaglia, nei primi anni ottanta il movimento da lei capeggiato riuscì a far fallire la proposta di emendamento costituzionale, nonostante fosse stata ratificata da ben 35 stati su 50. In seguito i fautori dell'ERA, anche a causa degli effetti di questa campagna, pur ripresentandolo ogni anno dal 1982 in poi, non hanno più avuto la forza necessaria per imporlo neanche al dibattito del Congresso, primo passo necessario verso la modifica costituzionale. Schlafly è stata anche autrice, coautrice o curatrice di numerosi libri sui temi della Difesa e della Sicurezza Nazionale, in cui ha espresso forti critiche verso qualsiasi ventilato negoziato con l'allora Unione Sovietica e la sua contrarietà a qualsiasi ipotesi di controllo degli armamenti, respinto anche grazie all'utilizzo di argomenti geo-politici."
Negli anni novanta salì nuovamente alla ribalta per aver criticato le Nazioni Unite e l'Organizzazione mondiale del commercio, che pure inizialmente aveva visto con favore, considerandoli dei cavalli di Troia dell'antiamericanismo e della globalizzazione. Fino all'ultimo anno di vita è stata molto attiva come commentatrice ed ha mantenuto una larga ed attiva presenza sui media, dirigendo l’Eagle Forum, gruppo d'interesse conservatore che lei fondò nel 1972, focalizzato sulle politiche sociali ed il sostegno alla famiglia; oggi ha circa 80 000 iscritti. Al suo fianco opera l'Eagle Forum Education & Legal Defense Fund, per il finanziamento delle politiche condotte dall'organizzazione sorella. Dal 1976 ha pubblicato e diretto una sua rivista di politica, il Phyllis Schlafly Report.
Per quanto in passato sia stata un'attivista repubblicana e fosse stata candidata senza successo alla Camera dei Rappresentanti due volte (l'ultima nel 1970), la Schlafly ha espresso numerose critiche al partito repubblicano dopo la presidenza di Ronald Reagan, appoggiando spesso i candidati più conservatori, a partire da Patrick Buchanan, con cui si è entusiasticamente schierata durante le presidenziali del 1992 e del 1996. Nelle primarie GOP del 2016 ha sostenuto Donald Trump definendolo «l'ultima speranza per l'America», anche se questo sostegno ha causato una rottura con alcuni membri del comitato direttivo dell'Eagle Forum, tra cui sua figlia Anne. Muore di cancro nel settembre 2016, un giorno prima della pubblicazione del suo ultimo libro, The Conservative Case for Trump. È stata sposata per 44 anni con l'avvocato John Fred Schlafly Jr. (1909-1993), con cui ha avuto sei figli: John, Bruce, Roger, Liza, Andrew (il creatore di Conservapedia) ed Anne.

## Opere
- Phyllis Schlafly, Ed Martin, Brett M. Decker, The Conservative Case for Trump, Washington, D.C., Regnery Publishing, 2016, ISBN 978-162157628-0.
- Judicial Tyranny: The New Kings of America? - contributing author (Amerisearch, 2005) ISBN 0-9753455-6-7
- The Supremacists: The Tyranny Of Judges And How To Stop It (Spence Publishing Company, 2004) ISBN 1-890626-55-4
- Feminist Fantasies, foreword by Ann Coulter (Spence Publishing Company, 2003) ISBN 1-890626-46-5
- Turbo Reader (Pere Marquette Press, 2001) ISBN 0-934640-16-5
- First Reader (Pere Marquette Press, 1994) ISBN 0-934640-24-6
- Pornography's Victims (Crossway Books, 1987) ISBN 0-89107-423-6
- Child Abuse in the Classroom (Crossway Books, 1984) ISBN 0-89107-365-5
- Equal Pay for UNequal Work (Eagle Forum, 1984) ISBN 99950-3-143-4
- The End of an Era (Regnery Publishing, 1982) ISBN 0-89526-659-8
- The Power of the Christian Woman (Standard Pub, 1981) ISBN B0006E4X12
- The Power of the Positive Woman (Crown Pub, 1977) ISBN 0-87000-373-9
- Ambush at Vladivostok, with Chester Ward (Pere Marquette Press, 1976) ISBN 0-934640-00-9
- Kissinger on the Couch (Arlington House Publishers, 1974) ISBN 0-87000-216-3
- Mindszenty the Man (with Josef Vecsey) (Cardinal Mindszenty Foundation, 1972) ISBN B00005WGD6
- The Betrayers (Pere Marquette Press, 1968) ISBN B0006CY0CQ
- Safe Not Sorry (Pere Marquette Press, 1967) ISBN 0-934640-06-8
- Strike From Space: A Megadeath Mystery (Pere Marquette Press, 1965) ISBN 80-7507-634-6
- Grave Diggers (with Chester Ward) (Pere Marquette Press, 1964) ISBN 0-934640-03-3
- A Choice Not An Echo (Pere Marquette Press, 1964) ISBN 0-686-11486-8

## Fonti
- Critchlow, Donald T. Phyllis Schlafly and Grassroots Conservatism: A Woman's Crusade Princeton University Press, 2005. 422 pp. ISBN 0-691-07002-4.
- Ehrenreich, Barbara. 1983. The Hearts of Men: American Dreams and the Flight from Commitment. New York: Anchor Books.
- Felsenthal, Carol. The Biography of Phyllis Schlafly: The Sweetheart of the Silent Majority Doubleday & Co., 1981. 337pp. ISBN 0-89526-873-6.
- Kolbert, Elizabeth. "Firebrand: Phyllis Schlafly and the Conservative Revolution." The New Yorker. Nov 7, 2005. pp. 134.